# Riksväg 15
Der Riksväg 15 ist eine schwedische Fernverkehrsstraße. Die Straße verläuft auf einer Länge von 154 km von Karlshamn in Blekinge nach Halmstad in Halland.

## Verlauf
Die Straße beginnt im Fährhafen Karlshamn, verläuft rund 9 km gemeinsam mit dem Europaväg 22 nach Westen, trennt sich von diesem in Pukavik und verläuft weiter über Olofström, wo der Länsväg 116 gekreuzt wird, zu dem Straßenknotenpunkt Lönsboda. Dort treffen die Straßen Länsväg 119 und Länsväg 121 auf sie. Der Riksväg setzt sich weiter nach Westen fort und kreuzt am östlichen Rand von Osby den Riksväg 23. Weiter im Westen wird bei Markaryd der autobahnartig ausgebaute Europaväg 4 gequert. Über Knäred nähert sich die Straße dem Kattegat. Bei Halmstad endet die Straße am autobahnartig ausgebauten Europaväg 6. 